# Kostel svatého Jana Křtitele a svatého Prokopa
Kostel svatého Jana Křtitele a svatého Prokopa se nachází v Českých Budějovicích na Pražském předměstí za obchodním domem Družba, v místech Starého Města.

## Historie
Kostel byl založen na počátku 13. století pro původní osadu Budivojovice. Do 2. pol. 14. stol. byl s největší pravděpodobností farním kostelem pro celé město České Budějovice. Dnešní pozdně gotická podoba pochází z přestavby kolem roku 1461 a úprav v 16. století. Jde o jednolodní stavbu s hranolovou věží u západního průčelí. Loď je sklenuta valenou klenbou s výsečemi, v presbytáři a sakristii je klenba křížová. Zařízení je pseudogotické. Pod kruchtou jsou zasazeny náhrobní kameny ze 16. století. Od roku 2024 procházel kostel celkovou rekonstrukcí, při které byly objeveny a zrestaurovány i renesanční nástěnné malby na stropě presbytáře a gotické nástěnné malby na východní stěně presbytáře, o jejichž existenci se dosud nevědělo. Objevila je  trojice restaurátorů - Jiří Mašek, Tomáš Skořepa a Jiří Doležel a je v nich možné rozpoznat čtveřici evangelistů – Matouše, Marka, Lukáše a Jana. Na zdech je pak možné sledovat poslední večeři Páně, Pannu Marii, sv. Prokopa nebo třeba Jana Křtitele.

### Pamětní deska Jana Valeriána Jirsíka
Po své smrti v roce 1883 byl do hrobu přímo u severní zdi kostela pochován biskup Jan Valerián Jirsík. Členové českobudějovické Besedy nechali na zeď nad hrobem v roce 1895 umístit pamětní desku. Na její základní desku z leštěného syenitu je uchycena kulatá deska z leštěné švédské žuly s biskupovým jménem a datem úmrtí. Nápis je orámovan poloreliéfním zdobeným bronzovým věncem. Celou pamětní desku zhotovila firma Blažeje Schättingera za 735 zlatých. Podle historika Daniela Kováře byla důvodem pro vyrobení této pamětní desky 12 let po smrti biskupa snaha o alespoň částečné připomenutí osobnosti Jirsíka vzhledem k rozhodnutí odložit plánovanou stavbu velkoformátového Jirsíkova pomníku na dobu neurčitou.

## Staroměstský hřbitov
Kolem kostela svatého Jana Křtitele a svatého Prokopa býval hřbitov. Měl převážně empírový ráz. Poslední pohřeb se konal 23. dubna 1889, ve stejný den se konal i první pohřeb na novém hřbitově. Při přeměně Starého Města v panelové sídliště byla zachována aspoň jeho nejstarší část. Mladší část byla přeměněna v park.

## Galerie

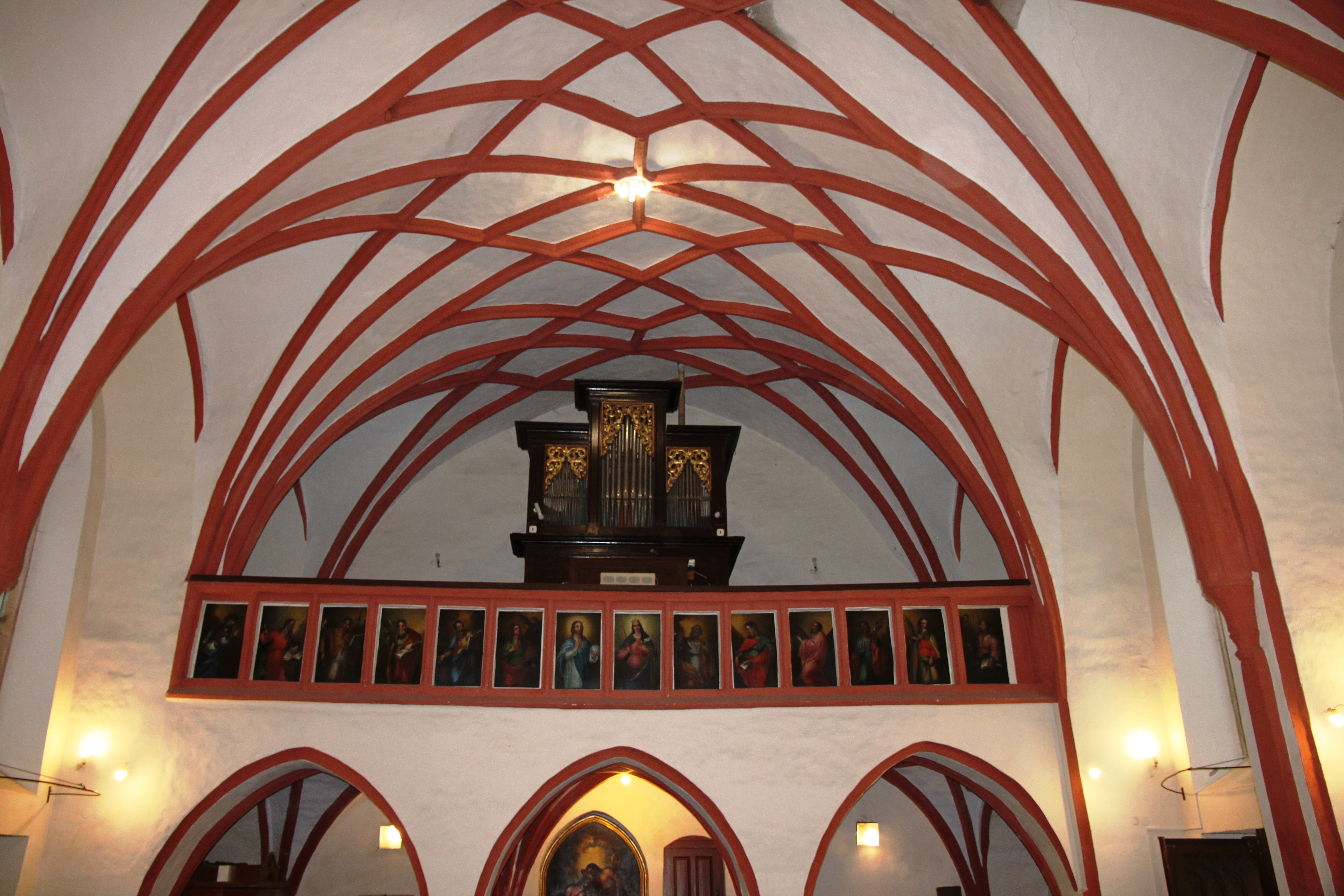
Interiér
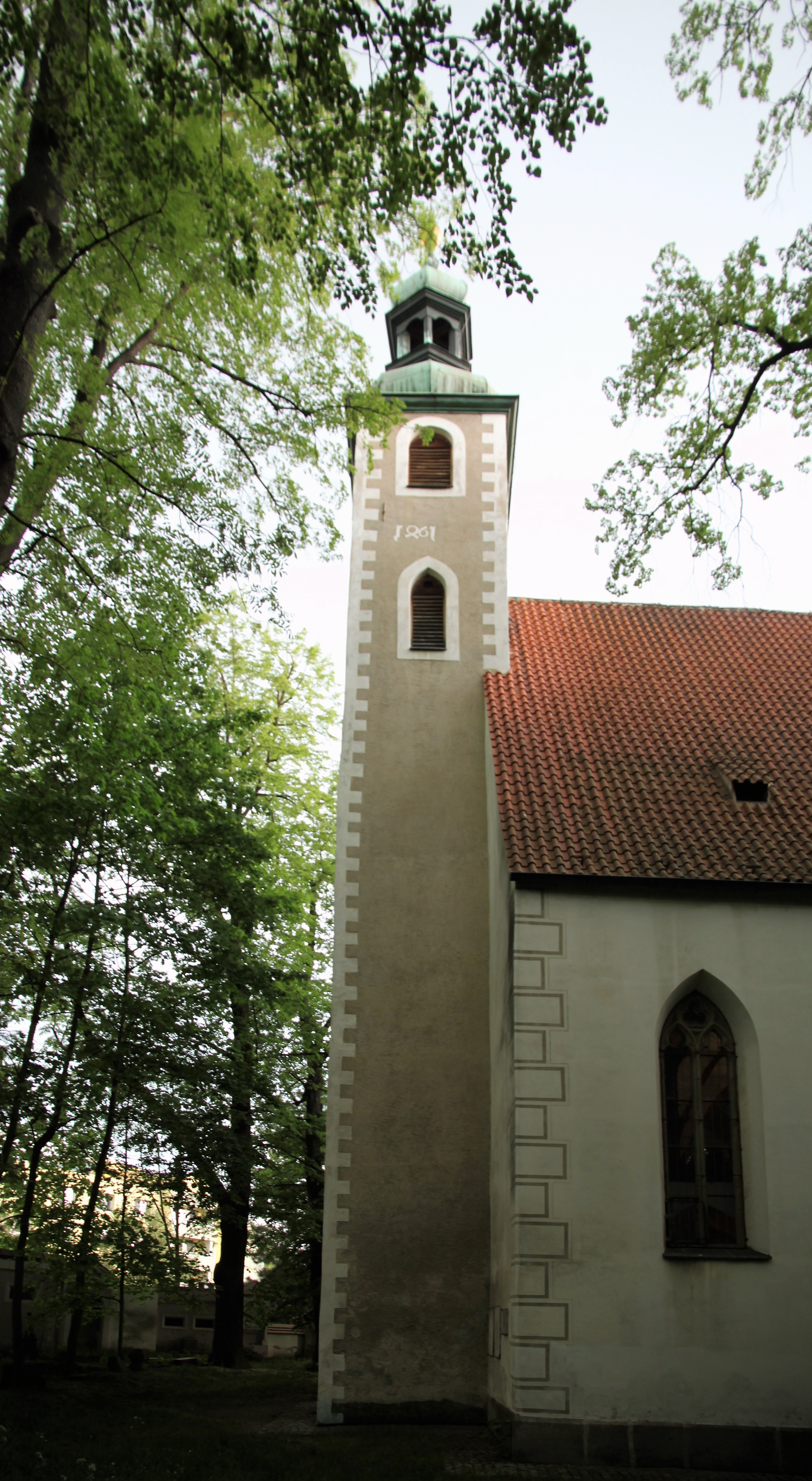
Pohled na věž
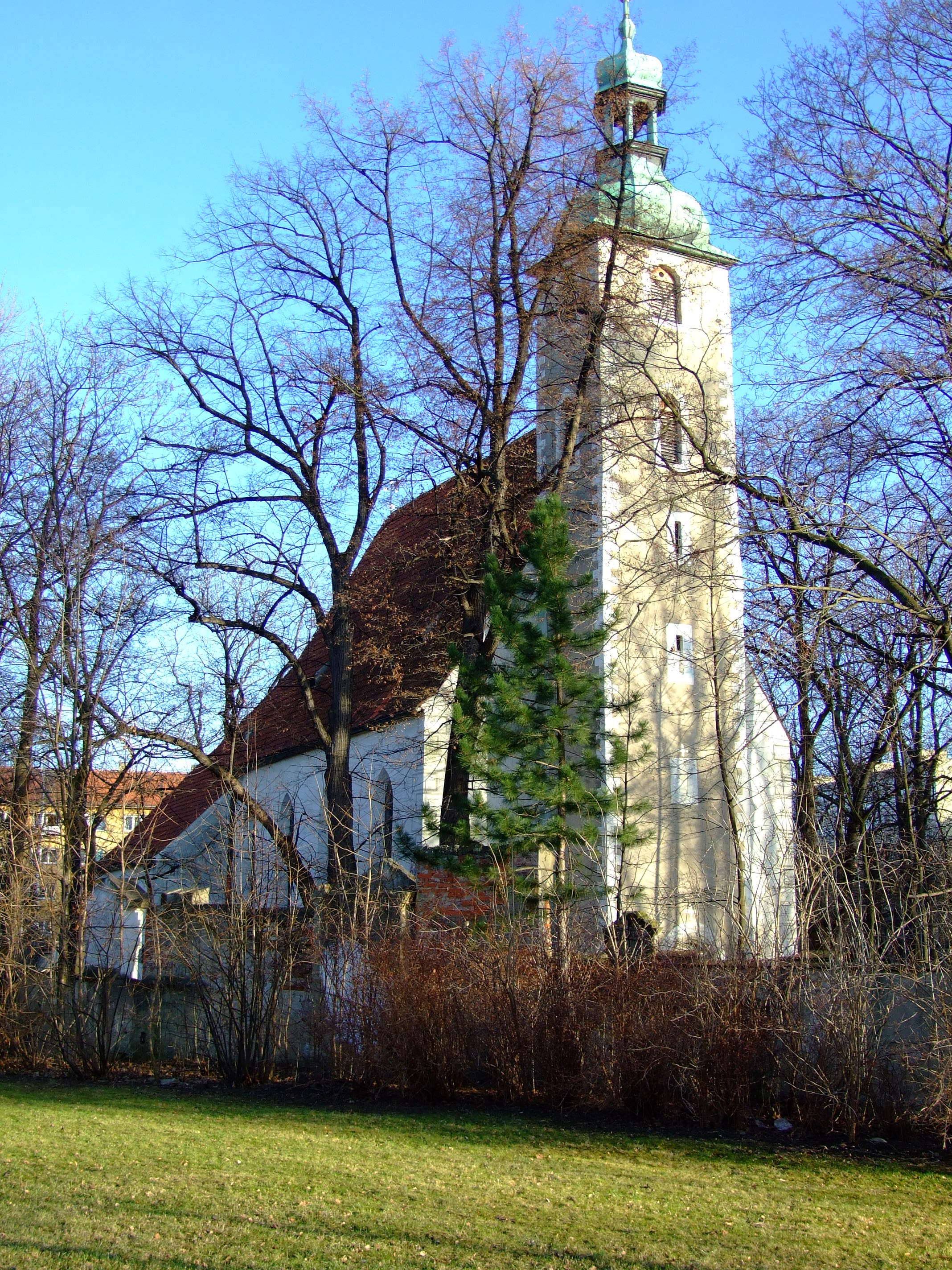
Celkový pohled
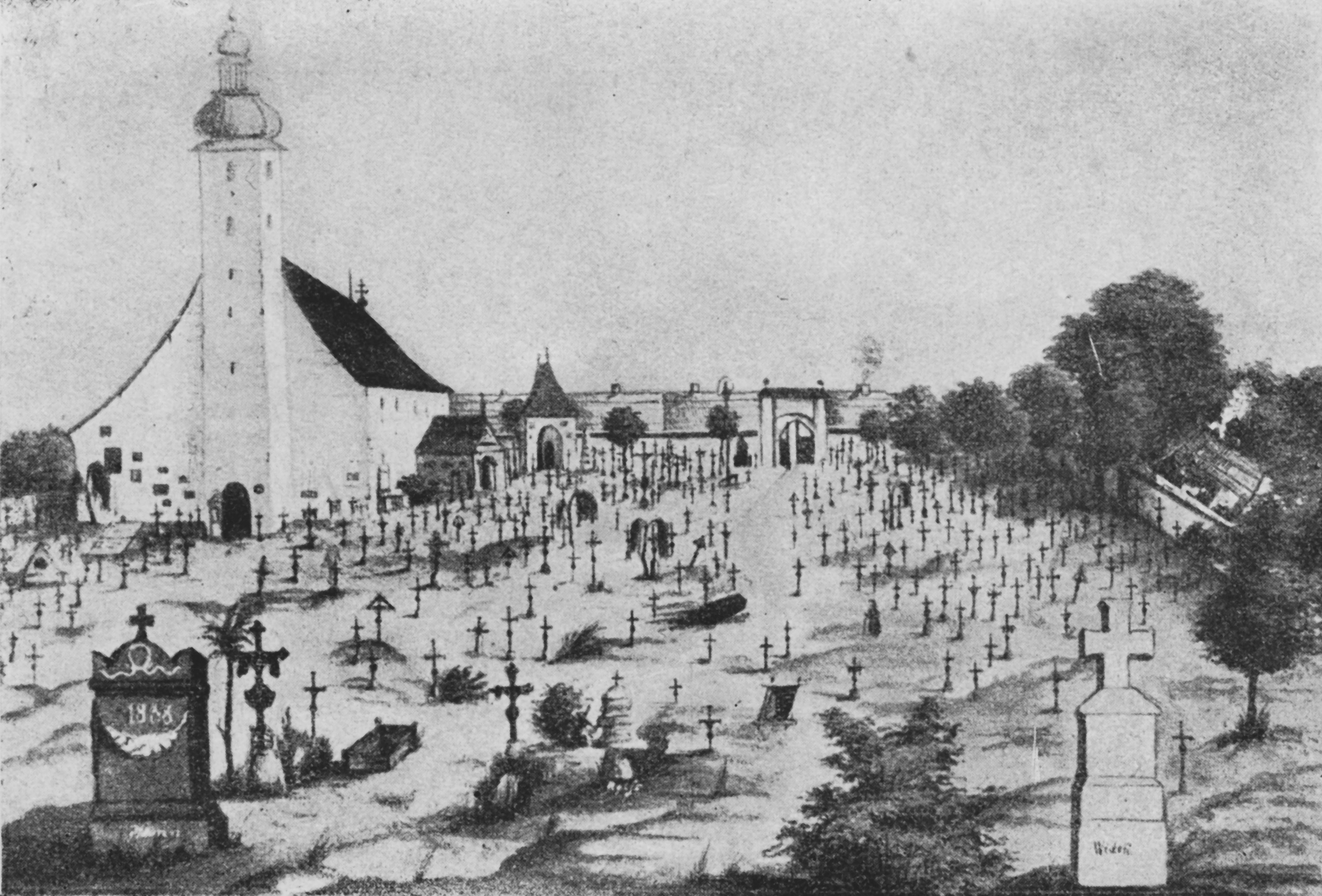
Foto z alba r. 1838
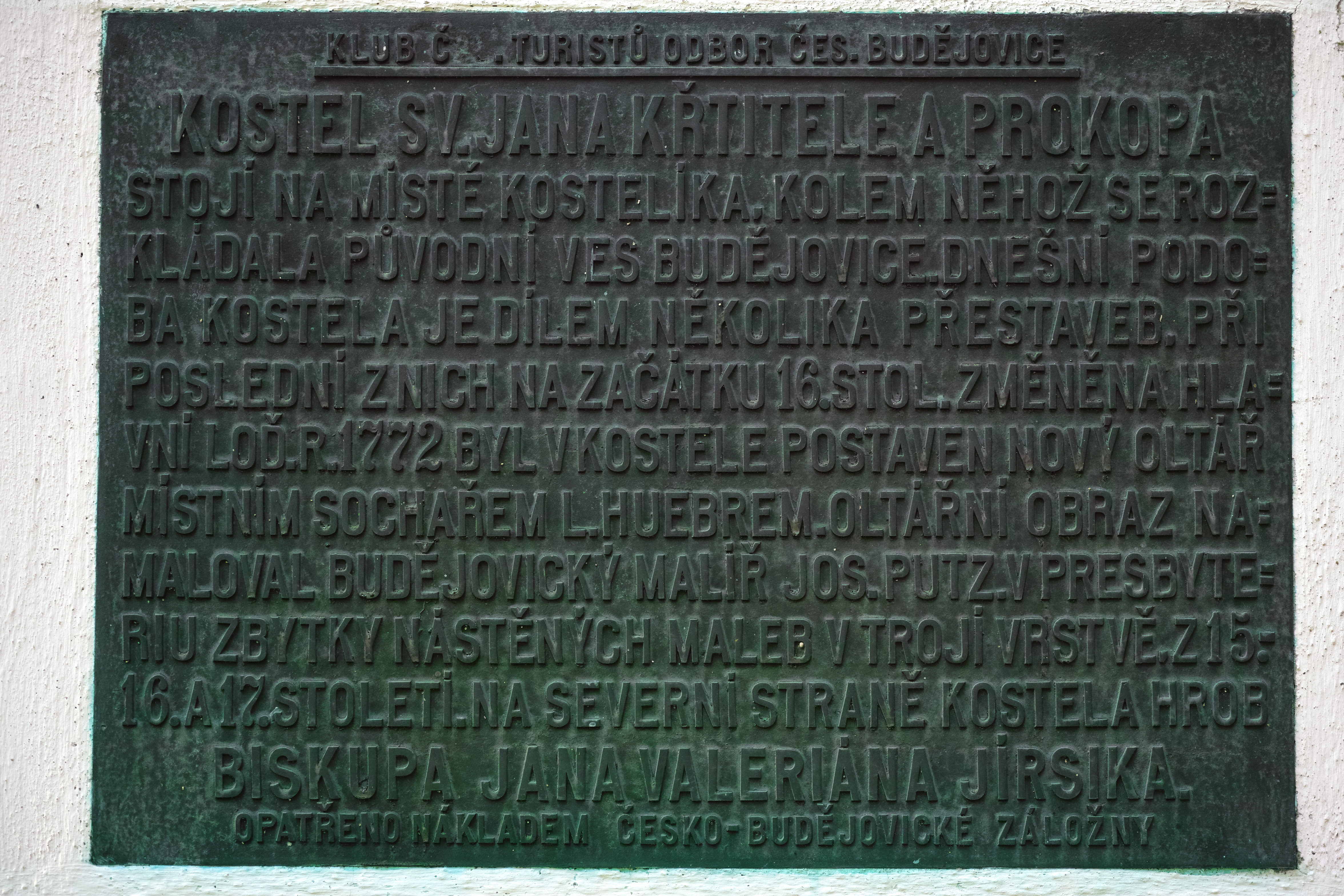
Tabule na jižní zdi